# Mark Landsberger
Mark Landsberger é um ex-jogador de basquete norte-americano que foi campeão da Temporada da NBA de 1979-80 jogando pelo Los Angeles Lakers.